# Gilbert Omnès
Pour les articles homonymes, voir Omnès.
Gilbert Omnès, né le 22 juin 1918 à Brasparts et mort le 1er septembre 1970 à Laredo, est un athlète français.

## Carrière
Gilbert Omnès est sacré champion de France du 110 mètres haies en 1946 à Colombes. 
Il est ensuite éliminé en séries du 110 mètres haies aux Jeux olympiques d'été de 1948 à Londres. 